# Santos López-Pelegrín
Santos López-Pelegrín Zabala (Cobeta, 1 de noviembre de 1800-Aranjuez, 21 de febrero de 1845) fue un periodista, escritor y político español. Su biografía está marcada por dos profundas vocaciones la literaria, a la que dedicó casi todo su tiempo y su entusiasmo, y la política, que recibía como herencia de una larga trayectoria familiar.

## Familia
Santos López-Pelegrín Zabala era hijo de José López-Pelegrín Martínez  y de Manuela Polonia Zabala y nieto de Blas López-Pelegrín y de Eugenia Martínez Herranz. La familia López-Pelegrín era una de las más relevantes del Señorío de Molina y había destacado extraordinariamente en el servicio a la monarquía desde los primeros momentos de la Guerra de la Independencia española, período en el que el señorío de Molina destacó por su firme y temprana oposición a la ocupación francesa, alcanzando entonces un evidente protagonismo político en la provincia de Guadalajara que mantuvo hasta los primeros años del siglo XX. Su padre fue secretario de la Subdelegación Principal de Policía de Madrid y Alcalde Mayor de Guadalajara en 1834 y su hermano José Ramón fue jefe político en las provincias de Valencia y Salamanca, corregidor en Santo Domingo de la Calzada (La Rioja) y Lorca (Murcia) y presidente de la Audiencia de Pamplona.
Sus tíos paternos también ocuparon importantes puestos en la sociedad española decimonónica. Ramón López-Pelegrín Martínez fue diputado suplente en las Cortes de Cádiz de 1810, ministro de Ultramar, miembro de la Sala de Justicia del Consejo de Castilla y fiscal del Tribunal Supremo, siendo condecorado por sus servicios con la Orden de Isabel la Católica. Francisco López-Pelegrín Martínez, abogado, obtuvo un escaño en las Cortes de Cádiz de 1810 y de 1813 y durante la Guerra de la Independencia española perteneció a las Juntas de Molina de Aragón y Suprema de Aragón. Juan López-Pelegrín Martínez fue canónigo de la catedral de Murcia y miembro de la diputación de la Real Sociedad Económica de Amigos del País de esa ciudad, además de Capellán de Honor y Fiscal de los Tribunales de la Capilla del Palacio Real de Madrid.
Santos López-Pelegrín casó con Tomasa Velasco Panadero, con la que tuvo seis hijos. Después su muerte, su familia se mantuvo en la primera fila de la política provincial y nacional: Santos López-Pelegrín Tavira ocupó un escaño en el Congreso de los Diputados en 1872 y 1886, Santos López-Pelegrín Bordonada fue diputado por Lugo en 1901 y senador por Guadalajara en 1905 y 1907, y Antonio López-Pelegrín fue alcalde de Molina de Aragón desde 1881. Otra rama de la familia ocupó en repetidas ocasiones un escaño por la provincia de Cuenca.

## Estudios y carrera administrativa
Santos López-Pelegrín estudió en el Colegio Imperial de Madrid, la institución educativa más importante de la España del Antiguo Régimen, que desde 1770 estuvo bajo la tutela del rey hasta que, en el año 1816, volvió a ser dirigido por los jesuitas, período de transición que él vivió como escolar. A partir de 1819 cursó Derecho en la Universidad de Alcalá, que concluyó en 1822 alcanzando el grado de Bachiller en Derecho Civil, realizando los cursos y prácticas necesarios hasta obtener, en mayo de 1827, el título de abogado de los Reales Consejos.
Al finalizar su formación académica, inició su carrera al servicio del Estado, como era habitual en su familia. El 6 de junio de 1828 fue designado asesor general del Gobierno en la Capitanía General de las Filipinas. Sin embargo, una reordenación administrativa desvinculó las atribuciones de Guerra y Hacienda que eran de su competencia, por lo que al llegar a su destino descubrió que su sueldo se había reducido de los 5000 pesos iniciales a sólo 1000. Para aliviar este quebranto económico, en diciembre de 1830 solicitó un aumento de sueldo y, al no obtenerlo, renunció a su cargo y retornó a la península en una fecha no determinada del año 1832.
Durante su estancia en las Filipinas emprendió reformas significativas de la economía colonial. Impulsó el asentamiento de nativos en la isla de Luzón, favoreció el cultivo del tabaco en Ganapán y permitió la libre exportación de arroz filipino a China, a la isla de Joló y a Singapur. Como reconocimiento a sus servicios, el gobernador del archipiélago, Enrique Ricafort, le nombró Auditor del Consejo de revisión de la Marina.
El 9 de febrero de 1834, cuando su familia ya había dado sobradas pruebas de lealtad a Isabel II, fue nombrado teniente corregidor de Madrid con un sueldo anual de 30000 reales, cargo en el que fue cesado en octubre de ese mismo año. En marzo de 1834 había sido designado ministro de la Audiencia de Madrid, donde ejerció hasta el 22 de diciembre de 1835, cuando cesó por haber sido propuesto para magistrado de la Audiencia Provincial de Cáceres con fecha del 21 de noviembre de 1835. El 26 de enero del año siguiente tomó posesión de su puesto, pero parece ser que nunca se incorporó a su plaza y solicitó sucesivas licencias hasta que, el 13 de marzo de 1837, renunció definitivamente a su nombramiento.
No cabe duda de que su familia disfrutaba de una holgada posición económica. En esos años su tío, Francisco López-Pelegrín Martínez, abonó medio millón de reales para la adquisición de una sola finca desamortizada en la provincia de Guadalajara. Sin embargo, no parece que Santos López-Pelegrín Zabala viviese como un rentista de economía desahogada y tuvo ciertas dificultades para devolver algún préstamo del Estado, al que por otra parte reclamaba con insistencia sus haberes y atrasos. Su profesión de abogado tampoco le garantizó grandes ingresos, aunque disfrutase de las rentas de alguna finca rústica en el señorío de Molina.

## Política
Todos los López-Pelegrín apoyaron a la monarquía constitucional, tanto en las Cortes de Cádiz como con Isabel II, y se identificaron con el liberalismo más avanzado, sufriendo por este motivo diversas penurias y persecuciones durante las etapas de gobierno absolutista. Santos López-Pelegrín Zabala fue la excepción, pues si en algún momento formó parte de la corriente más templada del liberalismo progresista, como diputado siempre estuvo más próximo al Partido Moderado. Las numerosas denuncias y reclamaciones que impugnaron los procesos electorales en los que salió elegido, sobre todo en los comicios de 1840, hacen pensar que su elección se debió más a las maniobras de los gobiernos moderados que al favor de sus electores, pues los distritos de la provincia de Guadalajara ofrecían amplio respaldo a los progresistas siempre que las votaciones se realizaban sin interferencias gubernamentales.

### Elección y actividad parlamentaria
En septiembre de 1837, una vez aprobada la Constitución progresista, se convocaron nuevas elecciones en las que fue elegido por primera vez diputado en el Congreso por la provincia de Guadalajara. Las Cortes celebraron su sesión inaugural el 19 de noviembre de 1837 y juró su cargo el 4 de diciembre de ese mismo año, completando la legislatura hasta el 1 de junio de 1839. El 18 de marzo de 1840 juró de nuevo como diputado por la circunscripción de Guadalajara, permaneciendo en el Congreso hasta la disolución de las Cortes, en octubre de 1840, a raíz de la revolución que llevó al general Baldomero Espartero a ocupar la regencia.
En los comicios de 1837 la votación se vio seriamente afectada por las consecuencias de la Primera Guerra Carlista. De los 483 municipios de la provincia de Guadalajara sólo en 310 se pudo completar el proceso electoral y otros 173 localidades no pudieron figurar en las listas electorales por la presencia de milicias carlistas que interrumpían las comunicaciones, ocupaban temporalmente algunos pueblos o boicoteaban el ejercicio del sufragio.
Los problemas se repitieron en las elecciones de 1840. La firma el año anterior del Abrazo de Vergara, que puso fin a la guerra en el norte peninsular, y la presión sobre los carlistas en el Maestrazgo y las regiones vecinas, forzó a muchos combatientes a abandonar la lucha y buscar refugio seguro al otro lado de los Pirineos. La provincia de Guadalajara fue zona de paso de los carlistas que huían hacia Francia, de tal modo que en localidades como Pastrana o Loranca de Tajuña hubo que suspender las votaciones que, en general, se vieron muy comprometidas. De hecho, Luciano Lanza Domínguez, que fue diputado en las Cortes de 1841, solicitó la nulidad de varias actas electorales como comisionado de la Junta de Escrutinio de Sigüenza; sus reclamaciones no fueron atendidas y el proceso se dio por válido, aunque quedaba la duda de que, de alguna manera, los moderados se habían aprovechado de las dificultades de la guerra para torcer la voluntad del cuerpo electoral.
Su actividad parlamentaria se orientó sobre todo hacia los temas jurídicos, formando parte en 1837 de la Comisión de Administración de Justicia y en 1840 de las de Mejora del estado de la Administración Pública y de Patronatos y capellanías de sangre, de la que fue presidente. No olvidó los asuntos económicos, un área que le había interesado muy especialmente durante su estancia en Filipinas. Así, en la legislatura de 1837, presentó una propuesta para la canalización y aprovechamiento del río Guadalquivir y pronunció un discurso sobre impuestos. En la de 1840 formó parte, entre otras, de la comisión del impuesto de pan y agua. También tuvo intervenciones de carácter político, como aquella en la que se opuso a que el Congreso aprobase una acción de gracias a la Milicia Nacional y a los ciudadanos de Zaragoza por rechazar a los carlistas. A cambio, hay que señalar que no tiene ninguna intervención en defensa de la provincia de Guadalajara, de sus habitantes y de sus intereses.
En 1839 publicó un folleto titulado Contestación a la voz de Alerta de D. Fermín Caballero sobre la cuestión del día, en el que expresaba con toda claridad su posición política y donde se muestra como un liberal y un firme partidario de la Constitución de 1837, pero enemigo de la agitación política permanente de los progresistas que, como Fermín Caballero, veían en ella más un punto de partida para nuevas reformas que como el resultado idóneo de la evolución política española. Un debate sobre la aplicación práctica del texto constitucional que era la cuestión política de más envergadura que enfrentaba a moderados y progresistas. Para Santos López-Pelegrín eran éstos, con su rebeldía, los que provocaban la anarquía, que creía tan perniciosa como el absolutismo.
En 1840 formó parte de la comisión de diputados encargada de recibir a la reina con motivo de la solemne apertura de las Cortes de 1840.
De su presencia en el Congreso de los Diputados en aquellos años son también buena prueba sus agudas crónicas parlamentarias, en verso y en prosa, en las que opinaba con gracejo sobre los asuntos políticos del momento y que muchas veces redactaba con el lenguaje propio de la tauromaquia. Se publicaron en distintos diarios madrileños y le dieron justa fama como escritor de sátira política.

## Actividad periodística y literaria
Al mismo tiempo que Santos López-Pelegrín Zabala atendía su carrera política y administrativa, desarrollaba otra no menos interesante actividad literaria con el seudónimo de Abenamar. Es el propio escritor el que en un artículo publicado en El Correo Nacional del 16 de marzo de 1839, bajo el significativo título de Un jovellanista, desvela que es él quien se esconde detrás de ese seudónimo.
Santos López-Pelegrín fue, sobre todo, uno de esos periodistas para los que la prensa era parte de su militancia política y para los que su actividad política era la aplicación práctica de los ideales que difundía desde los periódicos. Una prensa de combate, en la que la frontera entre el político y el periodista era muy difusa, como puso constantemente de manifiesto, tanto en sus crónicas parlamentarias como en sus artículos taurinos o en sus críticas teatrales.
En 1835 comenzó a escribir para El Español, un periódico dirigido por Andrés Borrego y en el que participaban líderes políticos de todo el arco liberal, desde el entonces exaltado Luis González Bravo hasta el moderado Donoso Cortés, aprovechando la recién estrenada libertad de imprenta. En 1836 fue fundador y director de El Mundo, un periódico declaradamente liberal pero opuesto al gobierno progresista de José María Calatrava, de donde pasó a la redacción de Nosotros, y desde 1838 fue colaborador en El Correo Nacional, un nuevo proyecto periodístico de Andrés Borrego para la defensa de la recién nacida monarquía constitucional.
En 1838 y 1839 publicó y codirigió la revista satírica Abenamar y el estudiante que subtitulaba Capricho periodístico, un periódico escrito con su amigo Antonio María Segovia, que firmaba con el seudónimo de El Estudiante. De la colaboración de ambos nació el libro Artículos satíricos y festivos, que vio la luz en 1840. Otros artículos suyos se pueden leer en El Observador, El Castellano, el Semanario Pintoresco Español o en la Revista de Madrid, donde escribió sus crónicas teatrales.
Junto a su labor periodística, también fue autor de diversos poemas, relatos y obras de teatro. Suyas son las comedias Cásate por interés y me lo dirás después (1840), A cazar me vuelvo (1841), Ser buen hijo y ser buen padre (1843) y Un día de baños. En 1825 dio a la imprenta una extensa oda con el título de La Religión y en el año 1842 publicó un tomo con versos suyos agrupados bajo el sencillo nombre de Poesías. En 1839 se incluyó alguna de sus composiciones en los Apuntes para una biblioteca de autores españoles contemporáneos en prosa y en verso que Eugenio de Ochoa editaba en París. Además, dos de sus poemas se publicaron en Lira Española, una colección de textos de autores contemporáneos que se editó por entregas en Buenos Aires. Otras dos de sus obras quedaron inéditas a su muerte: Cristóbal Colón y Abdala.
En 1845, y de acuerdo con el editor madrileño Ignacio Boix, concluyó el Panléxico. Vocabulario de la fábula, un extenso diccionario de sinónimos de la lengua castellana que había iniciado Pedro María de Olive, que falleció sin haber podido terminar su ambiciosa obra, por lo que Santos López-Pelegrín Zabala se encargó de redactar las entradas desde la letra F hasta la Z.
Literariamente representa la transición desde el romanticismo más puro y exaltado de Mariano José de Larra y José de Espronceda hacia el costumbrismo populista, que representaron Ramón Mesonero Romanos o Manuel Bretón de los Herreros. Asistió con asiduidad a la tertulia de El Parnasillo, que a partir de 1830 reunía en el Café del Príncipe de Madrid a los más destacados literatos, artistas y actores del momento, de una y otra escuela literaria y política. Y también fue socio de mérito del Ateneo Científico, Artístico y Literario de Madrid, que desde 1835 reunía a la intelectualidad liberal de la Corte.
Pero a pesar de su inicial adscripción al romanticismo, y de sus estrechas relaciones personales con algunos de los más destacados poetas románticos con los que además coincidía en edad y en ideas, Santos López-Pelegrín se decantó literariamente hacia ese costumbrismo que, en cierta medida, anunciaba el realismo literario de fuerte contenido social que se puso de moda en España durante la segunda mitad del siglo XIX pero que en sus inicios tenía mucho de reacción conservadora frente a la exaltación romántica. Sobre todo en sus críticas teatrales se puede comprobar su creciente antagonismo con el drama romántico que dominaba la escena española en aquellos años.
Inclinado hacia el costumbrismo, tan cultivado en artículos periodísticos y tan marcado por el espíritu satírico del sainete, su evolución literaria se vio interrumpida por su temprana muerte. No por casualidad se recogieron dos de sus textos, El aguador y El choricero, en la obra colectiva Los españoles pintados por sí mismos, una colección ilustrada de noventa y nueve artículos reunidos en dos volúmenes que Mesonero Romanos editó en 1843 y 1844 y que es considerada la puesta de largo de la literatura costumbrista española.

### Obras
- La Religión. Madrid, Imprenta de Amarita, 1825 (oda).
- Bajo el nombre de su amigo el torero Francisco Montes, Tauromaquia completa o sea El arte de torear en plaza tanto en pie como a caballo. Madrid, 1836.
- Los ministros en la plaza de toros, Madrid, 1839.
- Contestación a la voz de Alerta de D. Fermín Caballero sobre la cuestión del día. Madrid, Imprenta de la Compañía Tipográfica, 1839.
- Con Antonio María Segovia: Abenamar y El Estudiante: colección de artículos satíricos y festivos. Palma de Mallorca, Imprenta de E. Trías, 1840.
- Cásate por interés y me lo dirás después, comedia, 1840.
- A cazar me vuelvo, comedia, 1841.
- Ser buen hijo y ser buen padre, comedia, 1843.
- Filosofía de los toros. Madrid, Boix Editor, 1842 (firmado como Abenamar).
- Poesías. Madrid, Ignacio Boix, 1842.
- Panléxico o vocabulario de la fábula. Madrid, Ignacio Boix, 1845 (tomo III del Panlexico. Diccionario universal de la lengua castellana, 1842-1845).
- Un día de baños. Barcelona. Imprenta Mayol, ¿184-?